# Vandrar i ett regn
"Vandrar i ett regn" är en sång från 1975 skriven av Pugh Rogefeldt. Den finns med på livealbumet  Ett steg till (1975).
Låten spelades in live 1–3 december 1974 i Kristianstads konserthus, Helsingborgs konserthus och Halmstad teater med Anders Burman som producent. Medverkade gjorde Rogefeldt på sång, vissling och tamburin, Ola Magnell på gitarr och kör, Ingemar Rogefeldt på gitarr, Janne Lucas på elpiano, flöjt och kör, Bo Frölander på trummor och Roger Pettersson på bas. 
"Vandrar i ett regn" har spelats in av flera andra artister. 1976 tolkades den av ett flertal dansband: Chinox på albumet Tunna skivor, Milles på Det bästa jag kan få, Tommy Bergs på Do You Wanna Dance, Kinells på Vilken skillnad och Zickos på Naturens egen sång. 1980 spelade Peter Nordström in låten på albumet Ensam och fri och 1993 tolkade Shanes den på ett samlingsalbum. 2007 gjorde Granny K en cover på albumet Vaggvisor och vakendrömmar. 2012 framfördes låten av Magnus Uggla i den tredje säsongen av TV-programmet Så mycket bättre.
Låten har inkluderats på en rad samlingsalbum av Rogefeldt. Han spelade även in låten i en ny version 2005, vilken utgavs på albumet Opluggad Pugh.

## Medverkande
- Anders Burman – producent
- Bo Frölander – trummor
- Janne Lucas – elpiano, flöjt, kör
- Ola Magnell – gitarr, kör
- Roger Pettersson – bas
- Ingemar Rogefeldt – gitarr
- Pugh Rogefeldt – sång, vissling, tamburin

### Fotnoter
1. 1 2 3 4  ”"Vandrar i ett regn"”. Svensk mediedatabas. http://smdb.kb.se/catalog/search?q=pugh+rogefeldt+vandrar+i+ett+regn&sort=OLDEST. Läst 20 januari 2013.
2. ↑  ”Ett steg till”. Discogs.com. http://www.discogs.com/Pugh-Rainrock-Ola-Magnell-Lucas-Persson-Ett-Steg-Till/release/3471248. Läst 20 januari 2013.